# 李致忠
李致忠（1938年—），男，汉族，北京昌平人，中国古籍研究专家，曾任国家图书馆发展研究院院长，全国古籍保护工作专家委员会主任委员，第九、十届全国政协委员。